# Albert Zabel
Albert Heinrich Zabel (* 22. Februar 1834 in Berlin; † 16. Februar 1910 in Sankt Petersburg) war ein deutscher Komponist und Harfenvirtuose.

## Leben
Albert Zabel ging im Alter von elf Jahren auf Konzertreise, die ihn in die Vereinigten Staaten, England und Russland führten. Ein Stipendium von Giacomo Meyerbeer ermöglichte es Albert Zabel, in Berlin am Königlichen Institut für Kirchenmusik bei Louis Grimm Unterricht im Harfenspiel zu erhalten. Verschiedene Tourneen mit Josef Gung’l und seinem Orchester führten ihn nach Russland, England und in die Vereinigten Staaten. Von 1848 bis 1851 war er Solist an der Berliner Oper. 1855 wurde er als Solo-Harfenist ans kaiserliche Ballett in Sankt Petersburg berufen. Bei der Gründung des Konservatoriums im Jahr 1862 nahm Anton Rubinstein seine Dienste als Professor für Harfe in Anspruch. 1879 erhielt er den Titel eines ordentlichen Professors, 1904 den Ehrentitel als „Verdienter Professor“.

## Werke (Auswahl)

### Werke mit Opuszahl
- Romance op. 6
- Élégie fantastique op. 11, Bessel, St. Petersburg (Digitalisat beim IMSLP)
- Fantasie über Themen aus Gounods Faust op. 12, 2012 eingespielt von Emmanuel Ceysson auf der CD Opéra Fantaisies OCLC 885058042
- Le désire. Melodie op. 17, Bessel, St. Petersburg (Digitalisat beim IMSLP)
- Légende, Morceau fantastique pour harpe [Fantasiestück für Harfe] op. 18, veröffentlicht bei Rahter in Leipzig um 1890 OCLC 1114100848 (Digitalisat beim IMSLP)
- Marguerite au rouet [Margarete am Spinnrad] op. 19, publiziert bei Salvi OCLC 1113191805 Bessel, St. Petersburg (Digitalisat beim IMSLP)
- Ballade in drei Episoden nach einem Gedicht von A. Schulz, op. 20, herausgegeben bei Rahter in Hamburg 1885 und Büttner in St. Petersburg (Digitalisat beim IMSLP) I Die Erwartung am See II Die Begegnung III Der Abschied
- Rêve d’amour op. 21, Bessel, St. Petersburg (Digitalisat beim IMSLP)
- La Source oder Am Springbrunnen Es-Dur op. 23, Erstveröffentlichung 1897 bei W. Bessel & Cie. in St. Petersburg (Digitalisat beim IMSLP), herausgegeben 1988 von Ann Griffiths bei Adlais in Abergavenny OCLC 1274562297, eingespielt 1962 von Hubert Jellinek auf der LP Les virtuoses de la harpe OCLC 657401124
- Chanson de pêcheur, Barcarolle op. 24, Bessel, St. Petersburg, um 1890 (Digitalisat beim IMSLP)
- Marguerite douloureuse au rouet Nr. 2 für Harfe op. 26, Bessel, St. Petersburg (Digitalisat beim IMSLP), Salvi Publications, London OCLC 1114091716
- Un moment heureux, Romance op. 27, Bessel, St. Petersburg (Digitalisat beim IMSLP)
- Warum?, Fragment op. 28, Bessel, St, Petersburg (Digitalisat beim IMSLP)
- Murmure de la cascade, Escisse musicale op. 29 (Digitalisat beim IMSLP)
- Demande et réponse, Romance op. 30
- Romance sans paroles op. 31, Bessel, St. Petersburg (Digitalisat beim IMSLP)
- La Capricieuse op. 32, Vivace brillante, veröffentlicht bei Bessel in St. Petersburg um 1900 (Digitalisat beim IMSLP)
- Entr’ act du ballet „Rokhsana“ op. 33 (Digitalisat beim IMSLP)
- Konzert in c-Moll für Harfe und Orchester op. 35, seinem Schüler Charles Veit gewidmet, verlegt bei Julius Heinrich Zimmermann in Leipzig 1904 OCLC 1061999213 (Digitalisat beim IMSLP), veröffentlicht in der Kalmus Harp Series in New York bei Edwin N. Kalmus OCLC 1113768868
- Tristesse d’amour op. 36
- Valse-Caprice op. 37, komponiert 1910, eingespielt von Susan Drake auf der CD Caprices & Fantasies – Romantische Harfenmusik des 19. Jahrhunderts bei Hyperion Records OCLC 661533625

### Werke ohne Opuszahl
- Drei große Konzert-Etüden, veröffentlicht 1900 beim Musikverlag Zimmermann in Frankfurt OCLC 1206310694 (Digitalisat beim IMSLP)
- Harfensolo aus der Oper Lucia von Donizetti

### Unterrichtswerke
- Schule für Harfe, wiederaufgelegt bei Zimmermann in Frankfurt 1991 OCLC 1114090297 (Digitalisat der Russischen Staatsbibliothek)

### Schriften
- Ein Wort an die Herren Komponisten über die praktische Verwendung der Harfe im Orchester, veröffentlicht bei Julius Heinrich Zimmermann in Leipzig, 2. Auflage 1894 OCLC 43097075